# Llista de monuments d'Aguilar de Segarra
Llista de monuments d'Aguilar de Segarra inclosos en l'Inventari del Patrimoni Arquitectònic Català per al municipi d'Aguilar de Segarra (Bages). Inclou els inscrits en el Registre de Béns Culturals d'Interès Nacional (BCIN) amb la classificació de monuments històrics i els Béns Culturals d'Interès Local (BCIL) de caràcter arquitectònic.
| Monument                                                     | Protecció   | Estil/època                                      | Localització                                         | Coordenades                                          | Codi?         | Imatge |
| ------------------------------------------------------------ | ----------- | ------------------------------------------------ | ---------------------------------------------------- | ---------------------------------------------------- | ------------- | --- |
| Castell d'Aguilar                                            | BCIN 451-MH | Medieval                                         | Aguilar de Segarra                                   | 41° 45′ 00″ N, 1° 37′ 39″ E / 41.750118°N,1.627424°E | RI-51-0005168 | Castell d'Aguilar (Aguilar de Segarra) · Vegeu més fotos d'aquest monument · Carregueu una nova foto d'aquest monument                            |
| Castell de Castellar                                         | BCIN 452-MH | Obra popular, gòtic X-XIII, XIII-XVII, XVIII-XIX | Aguilar de Segarra                                   | 41° 43′ 42″ N, 1° 38′ 58″ E / 41.728246°N,1.649329°E | RI-51-0005169 | Castell de Castellar (Aguilar de Segarra) · Vegeu més fotos d'aquest monument · Carregueu una nova foto d'aquest monument                         |
| Església parroquial de Sant Andreu d'Aguilar                 |             | Obra popular XX                                  | Aguilar de Segarra                                   | 41° 44′ 33″ N, 1° 37′ 15″ E / 41.742438°N,1.620823°E | IPA-16143     | Església parroquial de Sant Andreu d'Aguilar (Aguilar de Segarra) · Vegeu més fotos d'aquest monument · Carregueu una nova foto d'aquest monument |
| Les Coromines                                                |             | Obra popular Medieval, XIX                       | Aguilar de Segarra                                   | 41° 43′ 09″ N, 1° 34′ 43″ E / 41.719122°N,1.578669°E | IPA-16144     | Les Coromines (Aguilar de Segarra) · Vegeu més fotos d'aquest monument · Carregueu una nova foto d'aquest monument                                |
| Mare de Déu de les Coromines, o Santa Maria de les Coromines |             | Obra popular XIII, XVIII                         | Aguilar de Segarra                                   | 41° 43′ 09″ N, 1° 34′ 42″ E / 41.719147°N,1.578357°E | IPA-16145     | Mare de Déu de les Coromines (Aguilar de Segarra) · Vegeu més fotos d'aquest monument · Carregueu una nova foto d'aquest monument                 |
| Capella de Sant Miquel                                       |             | Romànic, barroc XI, XIV, XVIII                   | Aguilar de Segarra Barri de Sant Miquel              | 41° 44′ 52″ N, 1° 37′ 42″ E / 41.747715°N,1.628409°E | IPA-16146     | Capella de Sant Miquel (Aguilar de Segarra) · Vegeu més fotos d'aquest monument · Carregueu una nova foto d'aquest monument                       |
| Cal Cases                                                    |             | Obra popular XIX                                 | Aguilar de Segarra Barri de Sant Miquel              | 41° 44′ 55″ N, 1° 37′ 45″ E / 41.748492°N,1.629245°E | IPA-16147     | Cal Cases (Aguilar de Segarra) · Vegeu més fotos d'aquest monument · Carregueu una nova foto d'aquest monument                                    |
| Molí del Ribalta de Dalt                                     |             | Obra popular XVIII                               | Aguilar de Segarra                                   | 41° 44′ 41″ N, 1° 35′ 18″ E / 41.744763°N,1.588202°E | IPA-16149     | Molí del Ribalta de Dalt (Aguilar de Segarra) · Vegeu més fotos d'aquest monument · Carregueu una nova foto d'aquest monument                     |
| Serragallarda                                                |             | Obra popular XVIII                               | Aguilar de Segarra                                   | 41° 44′ 52″ N, 1° 35′ 33″ E / 41.747640°N,1.592511°E | IPA-16150     | Can Serragallarda (Aguilar de Segarra) · Vegeu més fotos d'aquest monument · Carregueu una nova foto d'aquest monument                            |
| L'Estrada                                                    |             | Obra popular XVIII                               | Aguilar de Segarra                                   | 41° 42′ 39″ N, 1° 33′ 19″ E / 41.710880°N,1.555239°E | IPA-16151     | L'Estrada (Aguilar de Segarra) · Vegeu més fotos d'aquest monument · Carregueu una nova foto d'aquest monument                                    |
| Ca l'Oller                                                   |             | Obra popular                                     | Aguilar de Segarra                                   | 41° 45′ 29″ N, 1° 37′ 23″ E / 41.758156°N,1.623027°E | IPA-16152     | Mas de l'Oller (Aguilar de Segarra) · Vegeu més fotos d'aquest monument · Carregueu una nova foto d'aquest monument                               |
| Comenroca                                                    |             | Obra popular                                     | Aguilar de Segarra                                   | 41° 42′ 44″ N, 1° 37′ 42″ E / 41.712281°N,1.628424°E | IPA-16153     | Mas Comenroca (Aguilar de Segarra) · Vegeu més fotos d'aquest monument · Carregueu una nova foto d'aquest monument                                |
| Can Prat                                                     |             | Obra popular XVIII                               | Aguilar de Segarra                                   | 41° 44′ 24″ N, 1° 35′ 57″ E / 41.740096°N,1.599127°E | IPA-16154     | Can Prat (Aguilar de Segarra) · Vegeu més fotos d'aquest monument · Carregueu una nova foto d'aquest monument                                     |
| Còdol-Rodon o Montconill                                     |             | Obra popular                                     | Aguilar de Segarra                                   | 41° 43′ 47″ N, 1° 36′ 30″ E / 41.729838°N,1.608404°E | IPA-16160     | Còdol-Rodon (Aguilar de Segarra) · Vegeu més fotos d'aquest monument · Carregueu una nova foto d'aquest monument                                  |
| Molí de Can Vila                                             |             | Obra popular                                     | Aguilar de Segarra Esquerra de la riera d'Aguilar    | 41° 44′ 19″ N, 1° 37′ 26″ E / 41.738503°N,1.623760°E | IPA-37063     | Molí de Can Vila (Aguilar de Segarra) · Vegeu més fotos d'aquest monument · Carregueu una nova foto d'aquest monument                             |
| Molí de Castellar                                            |             | Obra popular                                     | Aguilar de Segarra Riera d'Aguilar                   | 41° 43′ 44″ N, 1° 39′ 14″ E / 41.728815°N,1.653845°E | IPA-37064     | Molí de Castellar (Aguilar de Segarra) · Vegeu més fotos d'aquest monument · Carregueu una nova foto d'aquest monument                            |
| Molí del Ribalta de Baix                                     |             | Obra popular XVIII                               | Aguilar de Segarra Esquerra del torrent de Sant Pere | 41° 44′ 39″ N, 1° 35′ 21″ E / 41.744055°N,1.589089°E | IPA-37065     | Molí del Ribalta de Baix (Aguilar de Segarra) · Vegeu més fotos d'aquest monument · Carregueu una nova foto d'aquest monument                     |
| La Riera                                                     |             | Obra popular XVII                                | Aguilar de Segarra Barri de Sant Miquel              | 41° 45′ 01″ N, 1° 37′ 19″ E / 41.750403°N,1.621831°E | IPA-16148     | Mas de la Riera (Aguilar de Segarra) · Vegeu més fotos d'aquest monument · Carregueu una nova foto d'aquest monument                              |
| Capella de Sant Valentí                                      |             | Gòtic XIII                                       | Aguilar de Segarra Can Tinet                         | 41° 43′ 15″ N, 1° 37′ 43″ E / 41.720793°N,1.628595°E | IPA-16158     | Capella de Sant Valentí (Aguilar de Segarra) · Vegeu més fotos d'aquest monument · Carregueu una nova foto d'aquest monument                      |
| Capella de Santa Maria del Grauet                            |             | Romànic XII                                      | Aguilar de Segarra Mas del Grauet                    | 41° 42′ 33″ N, 1° 37′ 05″ E / 41.709266°N,1.618090°E | IPA-16159     | Capella de Santa Maria del Grauet (Aguilar de Segarra) · Vegeu més fotos d'aquest monument · Carregueu una nova foto d'aquest monument            |
| Cal Palà                                                     |             | Obra popular                                     | Aguilar de Segarra Castellar                         | 41° 43′ 47″ N, 1° 39′ 20″ E / 41.729754°N,1.655656°E | IPA-16156     | Cal Palà (Aguilar de Segarra) · Vegeu més fotos d'aquest monument · Carregueu una nova foto d'aquest monument                                     |
| La Masia de Castellar                                        |             | Obra popular XVIII                               | Aguilar de Segarra Castellar                         | 41° 43′ 43″ N, 1° 38′ 13″ E / 41.728640°N,1.637037°E | IPA-16157     | La Masia de Castellar (Aguilar de Segarra) · Vegeu més fotos d'aquest monument · Carregueu una nova foto d'aquest monument                        |
| Els Caus                                                     |             | Obra popular                                     | Aguilar de Segarra Castellar                         | 41° 44′ 17″ N, 1° 36′ 51″ E / 41.737974°N,1.614166°E | IPA-16162     | Mas dels Caus (Aguilar de Segarra) · Vegeu més fotos d'aquest monument · Carregueu una nova foto d'aquest monument                                |
| Cal Ferrer Gros                                              |             | Obra popular                                     | Aguilar de Segarra Castellar                         | 41° 43′ 49″ N, 1° 39′ 28″ E / 41.730226°N,1.657835°E | IPA-16163     | Cal Ferrer Gros (Aguilar de Segarra) · Vegeu més fotos d'aquest monument · Carregueu una nova foto d'aquest monument                              |
| Capella de Santa Magdalena de Còdol-Rodon                    |             | Gòtic XIII-XIV                                   | Aguilar de Segarra Mas de Montconill o Còdol-Rodon   | 41° 43′ 48″ N, 1° 36′ 31″ E / 41.729981°N,1.608503°E | IPA-16161     | Capella de Santa Magdalena de Còdol-Rodon (Aguilar de Segarra) · Vegeu més fotos d'aquest monument · Carregueu una nova foto d'aquest monument    |
| Església de Sant Miquel de Castellar                         |             | Romànic, barroc XI, XII, XVIII                   | Aguilar de Segarra Sant Miquel de Castellar          | 41° 43′ 40″ N, 1° 38′ 57″ E / 41.727891°N,1.649238°E | IPA-16155     | Església de Sant Miquel de Castellar (Aguilar de Segarra) · Vegeu més fotos d'aquest monument · Carregueu una nova foto d'aquest monument         |